# Atlantoraja castelnaui
Atlantoraja castelnaui — вид хрящевых рыб рода Atlantoraja семейства Arhynchobatidae отряда скатообразных. Обитают в субтропических водах юго-западной части Атлантического океана между  20° ю .ш и 40° ю. ш. Встречаются на глубине до 220 м. Их крупные, уплощённые грудные плавники образуют округлый диск со треугольным рылом. Максимальная зарегистрированная длина 140 см. Яйцекладущий вид. Не являются объектом целевого промысла.

## Таксономия
Впервые вид был научно описан в 1907 году как Raja castelnaui. Вид назван в честь французского путешественника и энтомолога Франсуа Кастельно, изучавшего рыб Бразилии.

## Ареал
Эти скаты обитают у восточного побережья Южной Америки в водах Аргентины, Бразилии и Уругвая. Встречаются на континентальном шельфе на глубине от 20 до 220 м. Вероятно, предпочитают тёплую воду, поэтому иногда встречаются южнее, чем обычно, что объясняется связью с повышением температуры воды.

## Описание
Широкие и плоские грудные плавники этих скатов образуют ромбовидный диск с широким треугольным рылом.  На вентральной стороне диска расположены 5 жаберных щелей, ноздри и рот. На тонком хвосте имеются латеральные складки. У этих скатов 2 редуцированных спинных плавника и редуцированный хвостовой плавник. Максимальная зарегистрированная длина 140 см.

## Биология
Эмбрионы питаются исключительно желтком. Эти скаты откладывают на песчаный или илистый грунт яйца, заключённые в роговую капсулу длиной около 9,2—10,3 см и шириной 7,2—8 см с твёрдыми «рожками» на концах. Самки не заботятся о потомстве, сохранность которого обеспечивает прочная блестящая оболочка яиц, окрашенная в коричневый цвет. Оболочка покрыта липкими волокнами, с помощью которых яйцо закрепляется на дне сразу после откладки. У Atlantoraja castelnaui самые крупные яичные капсулы среди представителей своего рода, так и среди скатов, с которыми они делят среду обитания . Самцы и самки достигают половой зрелости при длине 91 см и 105 см. Они размножаться круглый год, однако пик репродуктивной активности, когда эти скаты откладывают яйца, приходится на период с января по октябрь.  

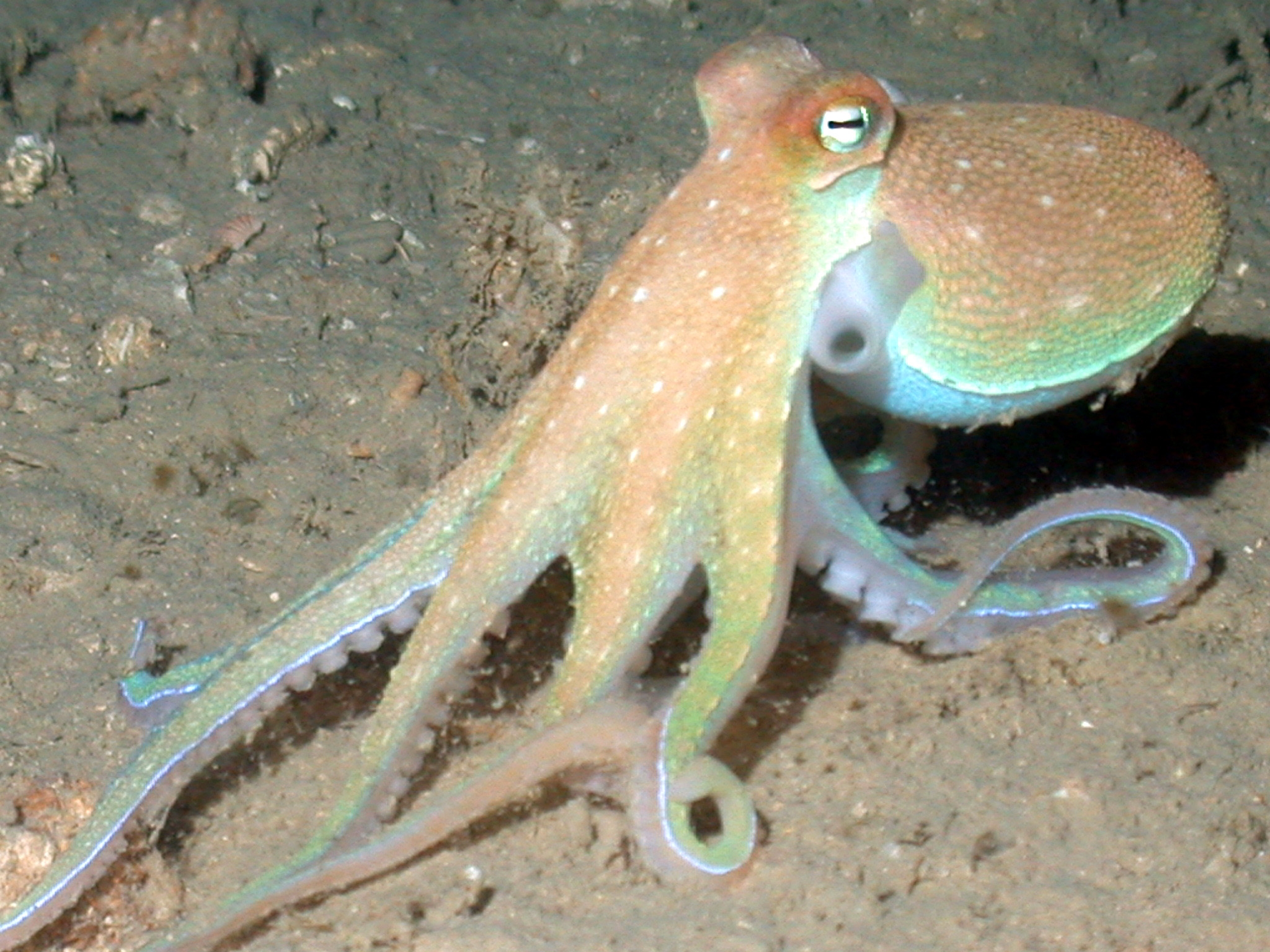
В тёплое время года осьминоги чаще становятся добычей скатов Atlantoraja castelnaui

Рацион состоит из рыб, кальмаров и ракообразных. Мелкие особи питаются в основном десятиногими рачками, тогда как крупные охотятся на пластиножаберных  и головоногих. Состав рациона также имеет сезонные колебания. В теплое время года  наиболее частой добычей этих скатов среди головоногих становятся осьминоги.
На основании состава тралового улова у берегов Бразилии было выявлено, что размер пойманных Atlantoraja castelnaui  колеблется от  20 до 103 см, а вес от 1 до 18 кг. Наиболее часто попадаются скаты длиной 40—90 см, весом 1,5—12,5 кг.  Самки в целом крупнее самцов.
На этих скатах паразитируют моногенеи Calicotyle quequeni,  цестоды Acanthobothrium marplatensis и Notomegarhynchus navonae и  нематоды Procamallanus pereirai и Raphidascaris sp.

## Взаимодействие с человеком
Эти скаты не являются объектом целевого лова. Они попадаются в качестве прилова при глубоководном тралении.  В ареале ведётся интенсивный промысел. Мясо этих скатов съедобно и регулярно встречается на рынке В Аргентине и Уругвае объем биомассы, полученной в ходе исследовательского траления, за период с 1994 о 1999 годы сократился на 75 %.  Подобно прочим крупным скатам Atlantoraja castelnaui  чувствительны к перелову. Международный союз охраны природы присвоил этому виду охранный статус «Вымирающий».